# Amadou Ba (député)
Pour les articles homonymes, voir Ba.
Ne doit pas être confondu avec Amadou Ba (1961).
Amadou Ba est un homme politique sénégalais, élu député suppléant en 2022 et devient député en 2024. 

## Biographie
Membre du PASTEF, il est élu député suppléant lors des élections législatives sénégalaises de 2022.
Il est le mandataire du candidat Bassirou Diomaye Faye lors de l'élection présidentielle sénégalaise de 2024. Après l'élection de celui-ci à la présidence et la nomination du député Birame Soulèye Diop au gouvernement, il devient député le 29 juin 2024.